# Marie Huana
 Marie Huana  is een verhaal uit de Belgische stripreeks Piet Pienter en Bert Bibber van Pom.
Het verhaal verscheen als nummer 39 in de reeks bij De Vlijt.

## Personages
- Susan
- Piet Pienter
- Bert Bibber
- Meneer Foppenheimer
- Kommissaris Knobbel
- Knobbelmannen
- Marie Huana

## Albumversies
Marie Huana verscheen in 1983 als album 39 bij uitgeverij De Vlijt. In 1997 gaf uitgeverij De Standaard het album opnieuw uit. Uitgeverij 't Mannekesblad deed hetzelfde in 2007.